# Constante
Pour l’article homonyme, voir Constante (programmation informatique).

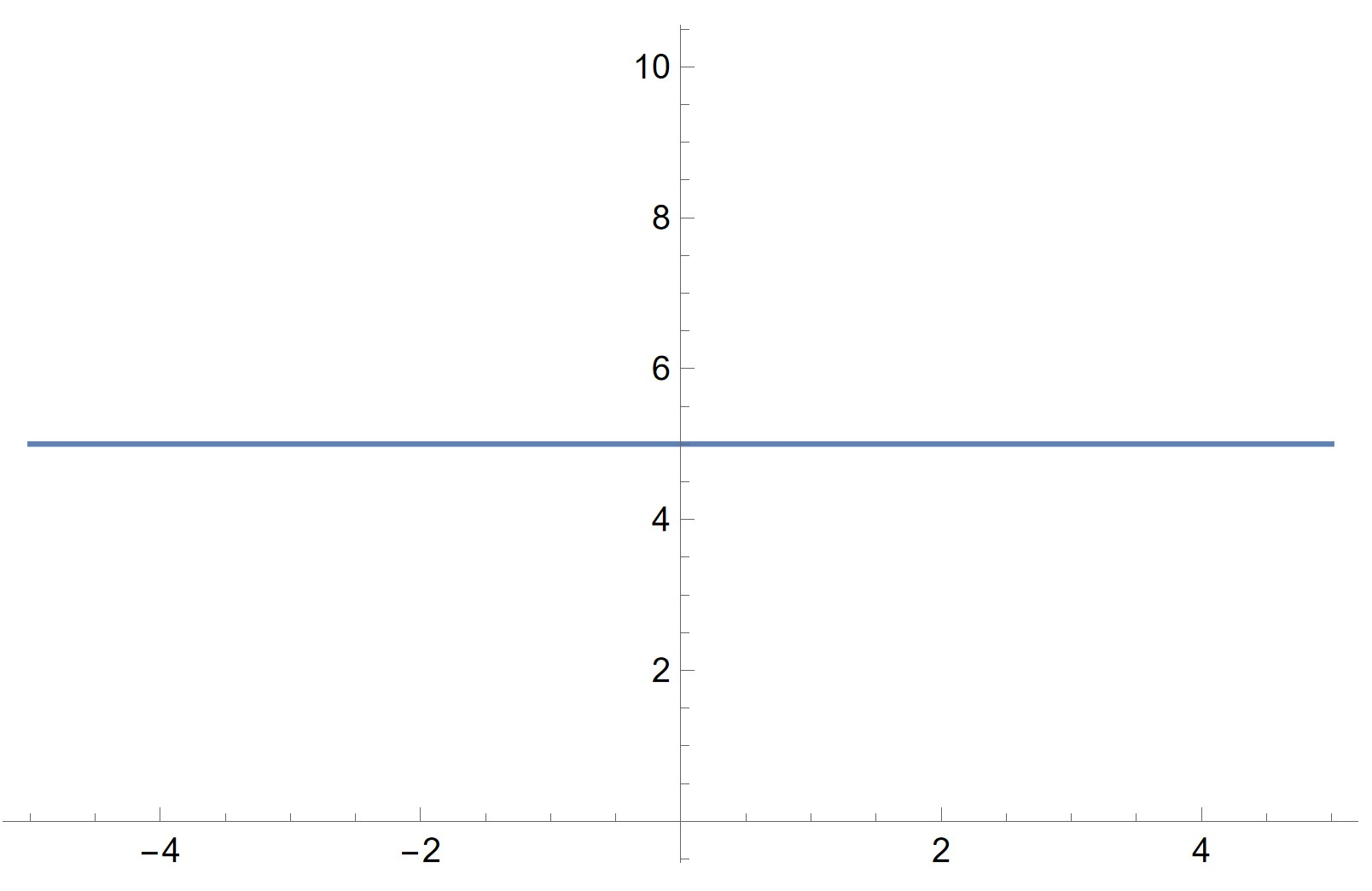
Un graphique de la fonction constante.

Cet article concerne les grandeurs constantes. Pour les expressions dont la valeur ne dépend pas d'une variable, voir « Fonction constante ».
En sciences, une constante est une grandeur dont la valeur est fixée par convention ou par calcul, indépendamment du problème dans lequel elle est rencontrée. Cette notion s'oppose ainsi à celle de variable, dont la valeur peut changer au cours d'un même problème.
Une constante est généralement notée par une lettre, majuscule ou minuscule, qui tend à être adoptée internationalement. Elle porte souvent le nom du phénomène ou du scientifique à qui elle est associée.

## Chimie
- Une constante d'équilibre permet d'établir le sens d'une réaction à l'équilibre.

## Informatique
En informatique, une constante est un identificateur associé à une valeur fixe. Syntactiquement, cet identificateur a tous les aspects d'une variable. Cependant, il n'est possible de lui affecter une valeur qu'une seule fois, généralement au moment du lancement du programme.

## Mathématique
Une constante mathématique peut apparaitre 
- soit comme l'unique valeur d'une fonction constante particulière, comme la constante π qui donne le rapport du périmètre d'un disque par son diamètre, indépendamment de ce dernier ;
- soit comme un nombre défini par un procédé déterminé, telle la constante e qui peut s'obtenir comme la limite d'une série.

Dans tous les cas, il s'agit d'une valeur numérique sans unité.

## Physique
Une constante physique est souvent définie comme un quotient de grandeurs qui se trouve être indépendant de leurs diverses valeurs possibles. Elle peut être munie ou non d'une unité de mesure.

## Domaines où les constantes sontvariables
En médecine :
Les constantes médicales sont entre autres le pouls, la température, qui varient avec le temps.
Dans la loi de Murphy et en programmation :
« Les constantes sont toujours variables. » C'est également le cas en Pascal lorsqu'on passe un objet en paramètre 'const' à une fonction. Dans ce cas, on passe en fait un pointeur sur l'objet, qui peut être modifié.